# Madina Nalwanga
Madina Nalwanga (sinh năm 2002)  là một nữ diễn viên người Uganda nổi tiếng với vai chính Phiona trong Nữ hoàng Katwe của Disney. Bộ phim miêu tả cuộc sống của Phiona Mutesi, một cô gái Uganda sống trong một khu ổ chuột ở Katwe mà biết chơi cờ và trở thành một kỳ thủ nữ đạt tới candidate master. Vai diễn này đã mang lại cho cô giải thưởng Diễn viên triển vọng nhất tại Giải thưởng Học viện Điện ảnh Châu Phi 2017 ở Lagos, Nigeria. Cô cũng đã giành được một giải thưởng hình ảnh NAACP, một giải thưởng của giới phê bình phim phụ nữ và được đề cử cho giải thưởng của Nhà phê bình.

## Tiểu sử
Madina sinh ra ở khu phố Katwe nghèo ở Kampala, Uganda và trải qua tuổi thơ bán ngô trên đường phố. Nalwanga được một giám đốc casting phát hiện tại một lớp khiêu vũ cộng đồng ở khu phố Kabalagala ở Kampala, Uganda, một khu ổ chuột nổi tiếng với nghề mại dâm.
Trong quá trình quay phim Queen of Katwe, David Oyelowo đã đưa Nalwanga đến xem Jurassic World cùng với những đứa trẻ khác từ trường quay và phát hiện ra cô chưa bao giờ xem một bộ phim nào khi hỏi: "Đó có phải là những gì chúng ta đang làm không?"  Khi cô ấy xem Queen of Katwe, đây chỉ là lần thứ hai cô ấy ở trong rạp chiếu phim. Cô đã nói rằng tuổi thơ của cô được mô phỏng chặt chẽ với nhân vật Phiona của cô trong Queen of Katwe. Năm 17 tuổi, Forbes đã gọi cô là người trẻ nhất trong danh sách "30 Under 30" năm 2018 của họ. Theo một nghiên cứu của Đại học Oxford từ khoa Kinh tế của họ, những sinh viên ở Uganda đã theo dõi Nữ hoàng Katwe trước khi tham dự kỳ thi quốc gia của họ nhận được điểm tốt hơn so với những người không xem.